# Roberto Lewis
Pour les articles homonymes, voir Lewis.
Roberto Gerónimo Lewis García de Paredes, né le 30 septembre 1874 à Panama et mort dans cette ville le 22 septembre 1949, est un artiste peintre, sculpteur, enseignant et diplomate panaméen.

## Biographie
Né dans la ville portuaire de Panama, Roberto Lewis est envoyé par ses parents dans une école catholique à Passy afin d'entreprendre des études secondaires. De retour au pays, il entre dans l'entreprise familiale dédiée au négoce (« Gerardo Lewis »). Il choisit ensuite de repartir pour la capitale française en mai 1898 : là, il suit aux Beaux-arts les cours du soir de Léon Bonnat, puis du sculpteur Paul Dubois, autre membre de l'académie, expérience qui va marquer son œuvre à venir.
En 1903, il compose au moins trois dessins pour L'Assiette au beurre, mais aussi pour un nouveau bimensuel satirique illustré, La Pomme culte (décembre 1903).
L'année suivante, il est nommé, à 30 ans, consul général du Panama à Paris, son pays s'étant séparé de la Colombie en novembre 1903. Il est au cœur de la transaction qui permet aux États-Unis d'assurer la gérance du chantier du Canal de Panama via le traité Hay-Bunau-Varilla. Lewis reste en poste jusqu'en 1912 et mène une vie mondaine avec son épouse, le couple, jugé sympathique, recevant beaucoup.
En 1905, il expose au Salon des artistes français une toile, L'Homme qui rit qui obtient le second prix.
De retour au pays, il est nommé directeur de l'école national de peinture. En 1915, il est commissaire adjoint de l'exposition « Nación de Panamá », en compagnie de Narciso Garay et Carlos Endara, manifestation qui suit l'inauguration officielle du Canal.
Il quitte l'enseignement en 1937.

## Œuvre
Parmi ses nombreuses réalisations pour le Panama et sa capitale, l'on compte :
- les portraits des présidents du Panama (1907-1948) ;
- fresques historiques, École nationale supérieure (inachevées, 1936-1949, Panama-Ville) ;
- conception urbanistique (avenues et « Cités-jardins ») et exécutions des fresques de la plupart des bâtiments administratifs de la capitale panaméenne ;
- plafond du Teatro Nacional de Panamá (es) ;
- buste du poète Tomás Martín Feuillet (en) (1832-1862) ;
- Gallo, coq en bronze (Plaza de Francia).
- Il est l'auteur du portrait de Vasco Nuñez de Balboa figurant sur les monnaies panaméennes émises dès 1904,